# Вечер (картина Левитана)
«Вечер» — пейзаж русского художника Исаака Левитана (1860—1900), написанный в 1877 году. Принадлежит собранию Государственной Третьяковской галереи (инв. 9114). Размер — 71,2 × 53,3 см.

## История
Полотно «Вечер» относится к самым ранним из сохранившихся произведений Левитана. Вместе с его же картиной «Солнечный день. Весна» (ныне находящейся в частном собрании), пейзаж «Вечер» был представлен в 1877 году в Москве, на ученическом отделении 5-й выставки Товарищества передвижных художественных выставок («передвижников»). За эти картины художник был награждён малой серебряной медалью.
Картина находилась в собрании коллекционера и мецената Ивана Свешникова из Переславля-Залесского, после этого — в Румянцевском музее в Москве, а затем — в Государственном музейном фонде, откуда она в 1927 году была передана в Государственную Третьяковскую галерею.

## Описание
На картине изображена нищая и заброшенная деревня. На фоне сизого вечернего неба выделяются тёмные силуэты полуразвалившихся изб, обнесённых ветхим забором. Между избами проходит грязная дорога с лужами, в которых видны отблески предзакатного неба. 
Как и некоторые другие произведения Левитана того периода, полотно «Вечер» имеет грустный, сумеречный характер. Вероятно, это связано с тем, что в тот год, когда оно было написано, у Левитана умер отец (его мать умерла ещё раньше, в 1875 году), так что он остался сиротой. Кроме этого, подобная мрачноватая трактовка деревенских пейзажей была в целом характерна для художников-передвижников 1870-х годов. 
Описывая картину «Вечер», искусствовед Алексей Фёдоров-Давыдов писал, что «эффект заката вносит в изображение ноту тревоги, ещё усугубляющей общую печальную картину». По его словам, «этот красочный эффект и его эмоциональная выразительность, сам способ внесения таким образом поэтического момента в прозаический мотив свидетельствуют о приглядке молодого Левитана к работам гремевшего тогда Куинджи».